# Debbie Nathan
Debbie Nathan (nacida en 1950) es una periodista y escritora feminista estadounidense, que se centra en cuestiones culturales y de justicia penal relacionadas con el abuso de niños, en particular, critica las acusaciones de abuso ritual satánico en escuelas e instituciones de cuidado infantil. También escribe sobre inmigración, centrándose en las mujeres y en la dinámica entre inmigración y sexualidad. Los escritos de Nathan han ganado varios premios.     Aparece en la película documental Capturing the Friedman, apoyando la defensa de los acusados de abuso infantil.  Ha estado afiliada al Centro Nacional para la Razón y la Justicia, que, entre otras cosas, brinda apoyo a personas acusadas (supuestamente de forma falsa) de abuso sexual. 

## Biografía
Nathan nació en 1950 en una familia judía en Houston, Texas. Recibió su licenciatura en la Universidad de Temple en 1972, después de asistir por primera vez a Shimer College, una universidad muy pequeña en Great Books, Illinois.  Luego obtuvo una maestría en lingüística de la Universidad de Texas en El Paso.
Nathan enseñó inglés como segundo idioma en Brooklyn College y luego se mudó a Chicago en 1980, donde comenzó su carrera periodística en el Chicago Reader. Regresó a El Paso en 1984 para trabajar para El Paso Times y luego se convirtió en periodista independiente. En 1998, aceptó un trabajo escribiendo para San Antonio Current y luego se mudó a la ciudad de Nueva York en 2000.  Nathan es miembro de la junta directiva del Centro Nacional para la Razón y la Justicia, una organización sin fines de lucro que ayuda a personas que tal vez hayan sido acusadas falsamente y/o condenadas por abusar de niños.

### Vida personal
Nathan está casada con Morten Naess, un médico de familia. La pareja tiene dos hijos mayores, Sophia y Willy. 

## Obras

### Satan's Silence
Satan's Silence (se traduce como El silencio de Satanás), es un trabajo de 1995 del que Nathan fue coautor con Michael Snedeker, cuyo objetivo fue el de desacreditar la ola de acusaciones de abuso ritual satánico a partir de la década de 1980.   Victor Navasky describió el libro como el "estudio definitivo" del tema. 
La reseña que hizo Paul Okami del libro en The Journal of Sex Research señaló que el libro "no es... un trabajo científico", y tuvo algunas críticas sobre su organización y lo que Okami describió como "una mala aplicación de ciertos conceptos de las ciencias sociales y una excesiva confianza en algunas partes del libro en la teoría económica feminista". Sin embargo, Okami consideró que el libro era "una lectura esencial... por su devastador retrato periodístico" y "por su análisis más general de los mecanismos próximos por los cuales nuestra sociedad puede volverse vulnerable a una patente locura colectiva". 
Además del libro, Nathan publicó críticas sobre el procesamiento del caso Country Walk de Janet Reno.  

### Pornography
Pornography, publicado en 2007, está escrito como una "guía" concisa sobre el tema de la pornografía.  En este libro, Nathan afirma que no se ha establecido ninguna conexión entre el uso de la pornografía y el comportamiento criminal.

### Sybil expuesta
El libro de Nathan de 2011, Sybil Exposed, aborda el caso de la famosa paciente psiquiátrica conocida como "Sybil", cuyo trastorno de identidad disociativo fue el tema de un libro superventas de 1973 y dos películas.    Entre otras cosas, Nathan afirma que el diagnóstico correcto de Sybil era anemia perniciosa, cuyos síntomas incluirían, según Nathan, la mayoría de las quejas de la paciente. Nathan afirma que supo esto porque una vez en un audio, escuchó a Wilbur hablar de la anemia de Sybil. Sin embargo, profesionales médicos que también estudian los trastornos disociativos indican que sus suposiciones son una interpretación equivocada de lo que es la anemia perniciosa. 
El libro de Nathan recibió una reseña destacada en Publishers Weekly, que lo calificó como una "exposición sorprendente".  Carol Tavris, reseñando el libro para The Wall Street Journal, comentó que "el infatigable trabajo detectivesco de Nathan en Sybil Exposed ha producido una contribución importante a la historia de las modas psiquiátricas y la fabricación social de los trastornos mentales".